# Paljanowo
Paljanowo (ros. Пальяново) – wieś (sieło) w Rosji, w Chanty-Mansyjskim Okręgu Autonomicznym, w rejonie oktiabrskim. W 2010 liczyła 399 mieszkańców.